# BRAC
BRAC (bangladesh rural advancement committee) は、バングラデシュ国内で活動するNGOである。1972年、バングラデシュ独立戦争後の荒廃した状況においてプァズレ・ハサン・アベッドが創設した。当初は12人の職員しか持たない規模であったが、2008年現在年間予算規模535億円、職員数12万人を越える超巨大NGOに成長している。活動は農業開発・教育・保健・金融ビジネスなど多岐にわたる。現在アフガニスタン・タンザニア南スーダンなどに活動範囲を広げている 。